# Alexeter padillai
Alexeter padillai är en stekelart som beskrevs av Ian D. Gauld 1997. Alexeter padillai ingår i släktet Alexeter och familjen brokparasitsteklar. Inga underarter finns listade i Catalogue of Life.